# Iruma giá đáo!
Iruma giá đáo! (Nhật: 魔入りました! 入間くん Hepburn: Mairimashita! Iruma-kun, dịch "Gia nhập ma giới! Iruma-kun") là một series manga Nhật Bản do Nishi Osamu sáng tác. Truyện được phát hành trên Shūkan Shōnen Champion của Akita Shoten kể từ tháng 3 năm 2017. Tính đến tháng 8 năm 2025, loạt truyện đã được xuất bản thành 44 tập tankōbon. Phiên bản tiếng Việt của truyện do Nhà xuất bản Kim Đồng phát hành vào năm 2021.
Một loạt anime truyền hình chuyển thể từ truyện do Bandai Namco Pictures sản xuất được phát sóng từ năm 2019 đến năm 2020. Mùa thứ hai lên sóng từ tháng 4 đến tháng 9 năm 2021. Mùa thứ ba lên sóng từ tháng 10 năm 2022. Anime được trên kênh YouTube Muse Việt Nam dưới nhan đề Vào Ma giới rồi đấy! Iruma-kun.

## Cốt truyện
Câu chuyện kể về Suzuki Iruma (鈴木 入間) một cậu bé 14 tuổi luôn đồng ý mọi lời đề nghị của người khác, vào một ngày nọ cậu bị cha mẹ bán cho một ác ma tên là Sullivan. Ông nhận Iruma là cháu trai và đưa cậu đến ma giới. Ông ghi danh Iruma vào Trường học Ác ma Babyls (悪魔学校バビルス) nơi ông là hiệu trưởng và tại đây, Iruma đã nhanh chóng kết bạn với những ác ma khác là Asmodeus Alice và Valac Clara. Tuy nhiên, Sullivan nói với Iruma rằng đừng bao giờ tiết lộ rằng cậu là con người, vì cậu sẽ bị ăn thịt nếu có ai phát hiện ra điều đó. Iruma sau đó thề sẽ hòa nhập trong thời gian ở Ma giới, mặc dù vậy cậu lại trở nên nổi bật do tất cả các tình huống và những khó khăn khác.

## Nhân vật

### Chính (Bộ ba gồm Iruma, Azz và Clara)
Iruma Suzuki (鈴木入間 Suzuki Iruma)
Lồng tiếng bởi: Ayumu Murase
Iruma là một cậu bé con người 14 tuổi bị cha mẹ bán cho Quỷ Vương Sullivan, người đã nhận cậu làm cháu trai của mình. Cha mẹ của Iruma đã bỏ rơi cậu ta (theo những cách cực kỳ nực cười), vì vậy cậu không thể đi học bình thường ở Nhân giới. Từ khi còn bé, cậu đã trải qua nhiều hoàn cảnh và làm nhiều công việc để tự trang trải cuộc sống. Những trải nghiệm kỳ quặc và khắc nghiệt này đã giúp cậu phát triển khả năng thích ứng tuyệt vời, kỹ năng sinh tồn và sự nhanh nhẹn.
Iruma cũng rất tốt bụng khiến cậu cả tin với những yêu cầu vì cậu thực sự sẽ giúp đỡ mọi người ngay cả khi bản thân gặp bất tiện. Cậu theo học trường quỷ bằng cách che giấu danh tính thực sự của mình là một con người. Mặc dù nỗ lực hết sức để không nổi bật nhưng có vẻ nó thất bại một phần vì sự hiểu lầm và cũng do tính cách lập dị của Sullivan. Iruma sau đó học cách chấp nhận sự nổi tiếng của mình; cậu trở thành bạn của Alice và Clara và họ sớm tạo thành một bộ ba không thể tin được. Cậu ấy rất được ngưỡng mộ bởi các bạn học cùng lớp.
Ngoài ra, Iruma đã vô tình làm cho giáo viên chủ nhiệm của mình, Kalego, trở thành sử ma (thú triệu hồi) của mình. Sau một số cân nhắc ban đầu, Iruma quyết định học hành chăm chỉ để được thăng hạng và làm cho gia đình mới của mình tự hào. Cậu ấy muốn bảo vệ những người mà mình thực sự quan tâm. Cậu hiện đang được xếp hạng là Hé (Hạng 5). Dưới sự chỉ dạy của Bachiko, cậu đã thành thạo tài bắn cung của mình.
Alice Asmodeus (アスモデウス・アリス Asumodeusu Arisu)
Lồng tiếng bởi: Ryōhei Kimura
Người bạn thân nhất, người thề trung thành với Iruma sau khi anh thua trận trước với cậu (người đã né được tất cả các đòn tấn công của anh) vào ngày đầu tiên của anh tại Babyls. Chủ yếu được gọi bằng họ của anh, gọi tắt là "Azz". Cấp bậc và sức mạnh của anh vượt xa hầu hết các học sinh khác, anh có khả năng sử dụng lửa và những phép thuật mạnh khác. Lúc đầu, anh chỉ làm thân với Clara theo yêu cầu của Iruma, nhưng sau đó cũng trở thành bạn thân với cô. Anh nói chung rất bình tĩnh, nhưng bất cứ khi nào có Iruma tham gia, anh trở nên quá khích, thậm chí đánh nhau với Clara để có thể thu hút sự chú ý của Iruma vì dù gì anh sẽ làm tất cả vì cậu ta mà. Sử ma của anh là một con rắn Gorgon trắng cũng sử dụng lửa và hạng của anh giờ là Hé (Hạng 5). Hiện tại, năng lực dòng dõi của anh chưa được tiết lộ.
Clara Valac (ウァラク・クララ Waraku Kurara)
Lồng tiếng bởi: Ayaka Asai
Một cô gái rất kỳ quặc (theo tiêu chuẩn của quỷ) và tràn đầy năng lượng, luôn muốn chơi đùa. Khả năng huyết thống của cô cho phép mình lấy ra bất cứ thứ gì cô ấy nhìn thấy từ túi của mình.
Vì tính cách không giống ai, cô hay bị người ta lừa, hầu hết là lợi dụng sức mạnh của cô, cô làm vậy cũng chỉ vì muốn có bạn cho đến khi gặp Iruma. Iruma nói với Clara rằng cậu không cần bất cứ thứ gì và chỉ muốn chơi với cô điều này làm tăng sự tự tin của Clara và cô ấy sớm trở thành bạn thân với Iruma và Alice. Sau đó cô cũng nảy sinh tình cảm với Iruma và thề sẽ khiến Iruma mê mẩn mình. Sử ma của cô là một sinh vật hiếm không thể miêu tả được gọi là Falfal và cô hiện đang được xếp hạng là Daleth (Hạng 4).
Ameri Azazel (アザゼル・アメリ Azazeru Ameri)
Lồng tiếng bởi: Saori Hayami
Một cô quỷ tai cáo và vóc dáng cao, là chủ tịch hội học sinh của Trường học Ác ma Babyls. Mặc dù là một cô gái tuân thủ nội quy và rất được giới học sinh kính trọng, nhưng cô cũng là một cô gái thầm yêu trộm nhớ thế giới loài người, đặc biệt là khi cô nghiền bộ manga lãng mạn mang tên "Hatsukoi Memory". Ameri là con quỷ đầu tiên nghi ngờ rằng Iruma là con người mặc dù niềm tin phổ biến trong Ma giới rằng con người là thần thoại. Sau đó, cô xác nhận những nghi ngờ của mình và trở thành bạn với Iruma và nảy sinh tình cảm mãnh liệt với cậu. Thứ hạng của cô là Vau (Hạng 6), cao nhất so với bất kỳ học sinh nào. Vì cô không đọc được ngôn ngữ của loài người nên lâu lâu cô lại nhờ Iruma đến phòng cô và đọc manga cho cô nghe.
Kalego Naberius (ナベリウス・カルエゴ Naberiusu Karuego)
Lồng tiếng bởi: Daisuke Ono
Giáo viên chủ nhiệm của Iruma và cả lớp cá biệt. Không biết Iruma là con người, khi dạy học sinh cách triệu hồi ma thú, Kalego đã bị cậu ta triệu hồi một cách tình cờ do có dấu của cậu trên tờ giấy triệu hồi. Hình dạng triệu hồi của ông là một sinh vật giống cú nhỏ với đôi cánh dơi và cặp sừng nhỏ màu đen. Thứ hạng của ông là Cheth (Hạng 8), cao nhất so với bất kỳ giáo viên dạy quỷ nào tại Trường học Ác ma Babyls, ngoại trừ hiệu trưởng, Sullivan, và bạn của ông ta, Balam Shichirou, người cũng giữ cùng thứ hạng. Có vẻ xa cách và đa nghi, nhưng trên thực tế, ông quan tâm sâu sắc đến học sinh lớp của mình và hạnh phúc của họ; mặc dù ông vẫn có xu hướng xoay chuyển tình huống để có thể trừng phạt Lớp Cá biệt để giải trí cho vui.
Sullivan (サリバン Sariban)
Lồng tiếng bởi: Takaya Kuroda
Hiệu trưởng của Trường học Ác ma Babyls và xuất hiện như một người đàn ông đã già. Ông là một trong ba con quỷ ở Ma giới xếp hạng Tet (Thứ hạng 9) và là một trong những con quỷ quyền năng và có ảnh hưởng nhất trong Ma giới. Vì điều đó, ông ta có thể là một ứng cử viên cho vị trí Ma vương Chúa tể mới kể từ sự biến mất của Ma vương tiền nhiệm. Sullivan cũng là con quỷ đã mua và sau đó nhận Iruma làm cháu trai của mình. Ông đã làm điều này để có thể lấp đầy khoảng trống mà mỗi khi đi họp với ba người bạn Ma Vương cùng hạng Tet với mình, những người suốt ngày khoe khoang cháu người nào dễ thương hơn. Sullivan cũng chịu trách nhiệm cấp cho Iruma khả năng đọc và hiểu ngôn ngữ của quỷ thông qua phép thuật. Ông quý mến cháu trai mới của mình và tặng cho cậu những món quà và sự quan tâm. Trong nỗ lực giúp Iruma hòa nhập, ông xếp cậu ta cùng với Alice và Clara vào Lớp học cá biệt; với niềm tin rằng những học sinh lạ kỳ sẽ ngụy trang cho cậu ta.
Opera (オペラ)
Lồng tiếng bởi: Mitsuki Saiga
Trợ lý của Ma vương Sullivan, người xuất hiện như một con quỷ tai mèo có ngoại hình bất chấp giới tính và cũng làm thư ký. Opera sống chung nhà với Sullivan và Iruma, đồng thời quản lý công việc giặt giũ, nấu nướng, dọn dẹp và tất tần tật như một quản gia. Anh có mối quan hệ chủ tớ, với việc Sullivan dựa rất nhiều vào khả năng và lời khuyên của Opera để giữ ông đi đúng hướng và tránh xa những điều phiền nhiễu. Opera là một trong số ít những con quỷ biết được danh tính thực sự của Iruma. Thứ hạng của Opera hiện vẫn chưa được biết. Opera, vì một số lý do, ít hoặc không biểu lộ cảm xúc trên khuôn mặt mà nó thể hiện trên tai Opera. Thêm sự thật là, Opera là senpai của Kalego trong suốt thời gian khi hai người còn học ở Babyls và là người duy nhất mà Kalego thực sự có vẻ rén anh. Anh cũng có sức chiến đấu rất mạnh.

### Lớp học cá biệt của trường ác ma Babyls
Sabro Sabnock (サブノック・サブロ Sabunokku Saburo)
Lồng tiếng bởi: Takuya Satō
Cậu là con trai thứ hai của gia tộc Sabnock danh giá, với khả năng của gia đình là chế tạo vũ khí. Cậu có thể tạo ra vũ khí từ bất cứ thứ gì cậu ta cắn và đeo một chiếc vòng cổ bằng các vật liệu khác nhau quanh cổ. Mục tiêu của cậu ta là trở thành Ma Vương tiếp theo hoàn toàn vì đây là thứ hạng cao nhất mà ác quỷ có thể đạt được ở Ma giới. Trong buổi lễ nhập học, cậu đã tấn công một giáo viên tin rằng đó sẽ là cách nhanh nhất để đạt được thứ hạng cao hơn, nhưng đó thực sự là cách nhanh nhất để được vào lớp Cá biệt. Cậu dành được sự tôn trọng cho Iruma sau kỳ thi xếp hạng và coi cậu ta như đối thủ của mình, mặc dù về sức mạnh thì cậu hay đấu với Alice nhiều nhất. Sử ma của cậu là Kelpie và thứ hạng của cậu là Daleth (Hạng 4).
Keroli Crocell / "Akudol" Kuromu (クロケル・ケロリ / くろむ Kurokeru Kerori / Kuromu)
Lồng tiếng bởi: Nao Tōyama
Gia đình cô có khả năng điều khiển băng, do đó cô rất yếu trong việc tản nhiệt và có thể bất tỉnh nếu sử dụng quá mức năng lực của mình hoặc quá phấn khích. Cô bí mật sống một cuộc sống hai mặt như evi-dol Kuromu (một idol nổi như cồn ở Ma giới). Khi là một học sinh, cô đeo một chiếc kính có bùa mê đặc biệt để ngăn các học sinh khác nhận ra danh tính aku-dol của cô. Cô tham gia lớp học cá biệt do lịch trình làm việc dài đặc. Xếp hạng của cô là Daleth (Hạng 4) và sử ma của cô là Cáo tuyết.
Jazz M. Andro (アンドロ・Ｍ・ジャズ Andoro M Jazu)
Lồng tiếng bởi: Tetsuya Kakihara
Anh là con trai thứ hai của gia đình Andro và năng lực của gia đình anh là Furtive Glance (Pit). Nó đồng thời cho phép anh xác định các đối tượng trên mục tiêu và con đường ngắn nhất để đánh cắp chúng cũng như mở rộng các ngón tay của mình như rắn để trộm đồ vật. Anh tham gia lớp học Cá biệt do thói quen móc túi các học sinh khác vào ngày nhập học. Xếp hạng của anh ta là Daleth (Hạng 4) và sử ma của anh là Sói chia đôi và có vẻ như hơi khác so với tưởng tượng của anh khi thú triệu hồi của anh khá là ngộ nghĩnh.
Lied Shax / Lead Shax (シャックス・リード Shakkusu Rīdo)
Lồng tiếng bởi: Yoshitaka Yamaya
Một con quỷ là một người đam mê cờ bạc và thích chơi game. Cậu bị xếp vào lớp Cá biệt do chơi cờ bạc vào ngày nhập học. Ma thuật huyết thống của Shax là Sense Stealer (Người điều khiển) cho phép cậu đánh cắp và sử dụng một trong năm giác quan của mục tiêu, biến cơ quan tương ứng trên mục tiêu của cậu ta thành màu đen. Nếu cậu ta tự đẩy giới hạn mình ra, Shax có thể sử dụng hai giác quan cùng một lúc. Sử ma của cậu ta là Clever Monkey và thứ hạng của là Daleth (Hạng 4).
Elizabetta Ix (イクス・エリサベッタ Ikusu Elizabetta)
Lồng tiếng bởi: Kaede Hondo
Một nữ quỷ dáng người cao đẹp. Ma thuật huyết thống của cô được gọi là "Full Love Gauge", khiến những người xung quanh cô cố gắng giành lấy sự ưu ái của cô và có một khao khát mãnh liệt cho tình yêu trong sáng; cô là một người lãng mạn với trái tim, đã mong muốn được nói lời yêu từ khi còn nhỏ. Sử ma của cô là Bướm hoa và thứ hạng là Daleth (Hạng 4).
Kamui Caim (カイム・カムイ Kaimu Kamui)
Lồng tiếng bởi: Gakuto Kajiwara
Một con quỷ giống cú biến thái nhưng trớ trêu thay lại là một quý ông. Cậu ta bị xếp vào lớp Cá biệt do quấy rối không ngừng các học sinh nữ khác. Ma thuật Dòng máu của Caim là một trình phiên dịch phổ quát cho phép cậu dịch bất kỳ ngôn ngữ của bất kỳ loài nào. Sử ma của cậu không rõ và thứ hạng là Daleth (Hạng 4).
Picero Agares (アガレス・ピケロ Agaresu Pikero)
Lồng tiếng bởi: Takuto Yoshinaga
Một con quỷ liên tục ngủ trên một đám mây. Cậu ta tin rằng "số ngày tham dự tối thiểu là tốt", và được xếp vào lớp Cá biệt vì liên tục bỏ học hoặc ngủ quên. Sức mạnh huyết thống Gia đình của cậu ấy được gọi là "My Area" cho phép cậu có thể kiểm soát và phát hiện bất kỳ khu vực bề mặt nào xung quanh mình. Sử ma của cậu là không rõ và thứ hạng là Daleth (Hạng 4).
Goemon Garp (ガープ・ゴエモン Gāpu Goemon)
Lồng tiếng bởi: Genki Okawa
Một con quỷ có rất nhiều lông trắng bao phủ khuôn mặt và cơ thể của mình. Gaap nói theo phong cách cổ hủ, tương tự như một samurai. Cậu ấy thích luyện tập với thanh kiếm Katakana của mình, sử dụng ma thuật huyết thống của cậu ấy "WindWhirl" để làm cho thanh kiếm của cậu ấy chém ra gió. Sử ma của cậu ta là không rõ và thứ hạng là Daleth (Hạng 4).
Schneider Allocer (アロケル・シュナイダー Arokeru Shunaidā)
Lồng tiếng bởi: Shun'ichi Toki
Một con quỷ có khuôn mặt giống sư tử. Cậu ấy thực sự rất thông minh về sách được biết đến với biệt danh "Vua thú kiến thức". Cậu ấy đã xếp hạng nhất trong bài kiểm tra Bài giảng và được thăng hạng đầu tiên. Cậu ta chủ yếu nói bằng vốn từ vựng cao và thường sử dụng dấu ngoặc kép trong bài phát biểu của mình. Sử ma của cậu ấy được gọi là Smart Hawk và thứ hạng là Daleth (Hạng 4).
Soi Purson (プルソン・ソイ Puruson Soi)
Một ác ma có năng lực dòng dõi là "Ngăn trở nhận thức" cho phép cậu tàng hình hoặc hoà lẫn với không khí. Quy luật của dòng họ Purson là "tuyệt đối không được nổi bật". Tuy nhiên cậu đã phá lệ để cùng các bạn tham gia "Hội âm nhạc" vì tài năng thổi kèn trumpet của cậu. Sử ma của cậu là không rõ và thứ hạng là Daleth (Hạng 4).

### Những con quỷ khác
Eiko (エイコ)
Lồng tiếng bởi: Asami Haruna
Một nữ quỷ đã được Iruma cứu trong ngày khai giảng. Cô đã phải lòng Iruma, nhưng không bao giờ dám nói chuyện với cậu sau buổi lễ triệu hồi thú do bị xếp vào một lớp khác. Thú triệu hồi của cô là một sinh vật giống cáo mây với đôi cánh dơi.
Kiriwo Amy (アミィ・キリヲ Amii Kiriwo)
Lồng tiếng bởi: Ryōta Ōsaka
Một học sinh năm ba yếu về phép thuật, tuy nhiên khi phá vỡ vòng cổ phong ấn ma lực sẽ trở nên rất mạnh, là người đứng đầu Sư đoàn nghiên cứu ma cụ nơi cả bộ ba tham gia vào nhưng bị Iruma phát hiện và bị bắt vì cố gắng phá hủy trường học trong lúc trường tổ chức Sư đoàn trình diễn. Anh cũng là thủ lĩnh của một nhóm tội phạm khét tiếng được gọi là "Lục Chỉ Chúng". Tuy nhìn anh trông có vẻ vô hại nhưng đằng sau đó là một sở thích điên loạn, người chỉ thích nhìn khuôn mặt tuyệt vọng của người khác và hưởng thụ nó. Theo anh, Iruma Suzuki là kẻ thù định mệnh của anh và anh rất có hứng thú với cậu ta. Khả năng huyết thống của anh là Barrier và thứ hạng là Beth (Hạng 2) khi anh bị bắt.
Shichirou Balam (バラム・シチロウ Baramu Shichirou)
Lồng tiếng bởi: Katsuyuki Konishi
Một giáo viên tại Trường học Ác ma Babyls. Ông là bạn tốt của Kalego vì họ là bạn cùng lớp khi còn nhỏ. Mặc dù có vẻ ngoài đáng sợ, ông là một người rất tốt bụng và là một trong số ít những con quỷ biết Iruma là con người. Balam giúp Iruma trong các lớp học của mình bằng cách chuyển các bài học thành sách truyện; một sở thích của ông, trở thành một tác giả đủ giỏi đến mức những câu chuyện của ông có thể khiến người đọc rơi nước mắt vì cảm động. Ông ta cũng là một trong những con quỷ trong ngôi trường được xếp hạng Chet (Hạng 8). Sức mạnh huyết thống của ông ta được gọi là "Buzzer" cho phép ông phát hiện ra bất kỳ lời nói dối hoặc không trung thực nào.

## Các chuyển thể

### Manga
Loạt truyện đã được đăng nhiều kỳ trên tạp chí shōnen manga Shūkan Shōnen Champion của nhà xuất bản Akita Shoten kể từ tháng 3 năm 2017. Tính đến ngày tháng 8 năm 2025, bốn mươi bốn tập tankōbon đã được phát hành. Tại Việt Nam, Nhà xuất bản Kim Đồng đã phát hành bản dịch tiếng Việt của bộ truyện vào năm 2021.

#### Danh sách tập truyện
| #  | Phát hành Tiếng Nhật | Phát hành Tiếng Nhật | Phát hành Tiếng Việt | Phát hành Tiếng Việt |
| #  | Ngày phát hành       | ISBN                 | Ngày phát hành       | ISBN                 |
| -- | -------------------- | -------------------- | -------------------- | -------------------- |
| 1  | 7 tháng 7, 2017      | 978-4-253-22516-8    | 8 tháng 3, 2021      | 978-604-2-22284-6    |
| 2  | 6 tháng 10, 2017     | 978-4-253-22517-5    | 22 tháng 3, 2021     | 978-604-2-22285-3    |
| 3  | 8 tháng 12, 2017     | 978-4-253-22518-2    | 5 tháng 4, 2021      | 978-604-2-22286-0    |
| 4  | 8 tháng 2, 2018      | 978-4-253-22519-9    | 19 tháng 4, 2021     | 978-604-2-22287-7    |
| 5  | 8 tháng 5, 2018      | 978-4-253-22520-5    | 10 tháng 5, 2021     | 978-604-2-22288-4    |
| 6  | 6 tháng 7, 2018      | 978-4-253-22548-9    | 24 tháng 5, 2021     | 978-604-2-22289-1    |
| 7  | 7 tháng 9, 2018      | 978-4-253-22549-6    | 7 tháng 6, 2021      | 978-604-2-22290-7    |
| 8  | 8 tháng 11, 2018     | 978-4-253-22550-2    | 21 tháng 6, 2021     | 978-604-2-22291-4    |
| 9  | 8 tháng 2, 2019      | 978-4-253-22559-5    | 27 tháng 2, 2023     | 978-604-2-31992-8    |
| 10 | 8 tháng 4, 2019      | 978-4-253-22560-1    | 20 tháng 3, 2023     | 978-604-2-31993-5    |
| 11 | 7 tháng 6, 2019      | 978-4-253-22891-6    | 3 tháng 4, 2023      | 978-604-2-31994-2    |
| 12 | 6 tháng 9, 2019      | 978-4-253-22892-3    | 17 tháng 4, 2023     | 978-604-2-31995-9    |
| 13 | 8 tháng 10, 2019     | 978-4-253-22893-0    | 22 tháng 5, 2023     | 978-604-2-31996-6    |
| 14 | 6 tháng 12, 2019     | 978-4-253-22894-7    | —                    | 978-604-2-31997-3    |
| 15 | 8 tháng 1, 2020      | 978-4-253-22895-4    | —                    | 978-604-2-31998-0    |
| 16 | 8 tháng 4, 2020      | 978-4-253-22896-1    | —                    | 978-604-2-31999-7    |
| 17 | 8 tháng 6, 2020      | 978-4-253-22897-8    | —                    | 978-604-2-32000-9    |
| 18 | 8 tháng 9, 2020      | 978-4-253-22898-5    | —                    | 978-604-2-32001-6    |
| 19 | 8 tháng 12, 2020     | 978-4-253-22899-2    | —                    | 978-604-2-33554-6    |
| 20 | 8 tháng 3, 2021      | 978-4-253-22900-5    | —                    | 978-604-2-33555-3    |
| 21 | 8 tháng 4, 2021      | 978-4-253-22911-1    | —                    | 978-604-2-33556-0    |
| 22 | 8 tháng 6, 2021      | 978-4-253-22912-8    | —                    | 978-604-2-33557-7    |
| 23 | 6 tháng 8, 2021      | 978-4-253-22913-5    | —                    | 978-604-2-33558-4    |
| 24 | 8 tháng 11, 2021     | 978-4-253-22914-2    | —                    | 978-604-2-33559-1    |
| 25 | 7 tháng 1, 2022      | 978-4-253-22915-9    | —                    | —                    |
| 26 | 7 tháng 4, 2022      | 978-4-253-22916-6    | —                    | —                    |
| 27 | 8 tháng 6, 2022      | 978-4-253-22917-3    | —                    | —                    |
| 28 | 8 tháng 8, 2022      | 978-4-253-22918-0    | —                    | —                    |
| 29 | 6 tháng 10, 2022     | 978-4-253-22919-7    | —                    | —                    |
| 30 | 8 tháng 12, 2022     | 978-4-253-22920-3    | —                    | —                    |
| 31 | 8 tháng 3, 2023      | 978-4-253-28331-1    | —                    | —                    |
| 32 | 8 tháng 6, 2023      | 978-4-253-28332-8    | —                    | —                    |
| 33 | 6 tháng 7, 2023      | 978-4-253-28333-5    | —                    | —                    |
| 34 | 7 tháng 9, 2023      | 978-4-253-28334-2    | —                    | —                    |
| 35 | 7 tháng 12, 2023     | 978-4-253-28335-9    | —                    | —                    |
| 36 | 7 tháng 2, 2024      | 978-4-253-28336-6    | —                    | —                    |
| 37 | 8 tháng 4, 2024      | 978-4-253-28337-3    | —                    | —                    |
| 38 | 7 tháng 6, 2024      | 978-4-253-28338-0    | —                    | —                    |
| 39 | 6 tháng 9, 2024      | 978-4-253-28339-7    | —                    | —                    |
| 40 | 6 tháng 12, 2024     | 978-4-253-28340-3    | —                    | —                    |
| 41 | 7 tháng 2, 2025      | 978-4-253-28341-0    | —                    | —                    |
| 42 | 8 tháng 4, 2025      | 978-4-253-28342-7    | —                    | —                    |
| 43 | 6 tháng 6, 2025      | 978-4-253-28343-4    | —                    | —                    |
| 44 | 7 tháng 8, 2025      | 978-4-253-28344-1    | —                    | —                    |
| 45 | 8 tháng 10, 2025     | 978-4-253-00444-2    | —                    | —                    |

### Anime
Một loạt anime truyền hình chuyển thể đã được công bố trên Tuần san Shōnen Champion số 10 cùng với Beastars vào ngày 7 tháng 2 năm 2019. Bộ phim gồm 23 tập do Bandai Namco Pictures sản xuất và Moriwaki Makoto đạo diễn, Fudeyasu Kazuyuki viết kịch bản và Honma Akimitsu soạn nhạc. NHK và NHK Enterprises được ghi công là nhà sản xuất. Bộ phim được phát sóng từ ngày 5 tháng 10 năm 2019 đến ngày 7 tháng 3 năm 2020 trên kênh truyền hình giáo dục của NHK. Da Pump đã biểu diễn bài hát chủ đề mở đầu của bộ phim là "Magical Babyrinth", trong khi Serizawa Yū biểu diễn bài hát chủ đề kết thúc phim là "Debikyū" (デビきゅー). Crunchyroll cũng phát trực tuyến loạt phim.
Mùa thứ hai khởi chiếu vào tháng 4 năm 2021. Dàn nhân sự trở lại đảm nhiệm vai trò sản xuất của họ. Bài hát mở đầu là  "No! No! Satisfaction!" trình bày bởi Da Pump, bài hát cuối phim là "Kokoro Show Time" (ココロショータイム) thể hiện bởi Amatsuki.
Mùa anime thứ ba phát sóng từ ngày 8 tháng 10 năm 2022, mùa này được công bố ngay sau khi mùa hai kết thúc phát sóng. Bài hát chủ đề đầu phim là "Girigiri Ride it Out" (ギリギリ Ride it out) thể hiện bởi Fantastics from Exile Tribe, bài hát chủ đề cuối phim là "Nabe Bugyо̄" (鍋奉行) do Wednesday Campanella trình bày.

#### Danh sách tập phim

##### Mùa 1
| Số tập tổng thể | Số tập theo mùa | Tựa đề | Ngày phát sóng gốc |
| --------------- | --------------- | --- | ------------------ |
| 1               | 1               | "Iruma trong ngôi trường ác ma" "Akuma gakkō no Iruma-kun" (「悪魔学校の入間くん」)                                                           | 5 tháng 10, 2019   |
| 2               | 2               | "Triệu hồi Sử Ma" "Tsukaima, shōkan!" (「使い魔、召喚!」)                                                                                     | 12 tháng 10, 2019  |
| 3               | 3               | "Iruma và Clara" "Iruma to Kurara" (「入間とクララ」) "Bạn của Ác Ma!" "Akuma no Otomodachi" (「悪魔のお友達」)                               | 19 tháng 10, 2019  |
| 4               | 4               | "Lớp cá biệt" "Abunōmaru kurasu" (「問 題 児クラス」)                                                                                         | 26 tháng 10, 2019  |
| 5               | 5               | "Kẻ nhắm đến vị trí Ma vương" "Maō wo mezasu mon" (「魔王を目指す者」)                                                                        | 2 tháng 11, 2019   |
| 6               | 6               | "Giả thuyết của Ameri" "Ameri no kasetsu" (「アメリの仮説」)                                                                                  | 9 tháng 11, 2019   |
| 7               | 7               | "Hồi ức mối tình đầu" "Hatsukoi memorī" (「初恋メモリー」)                                                                                    | 16 tháng 11, 2019  |
| 8               | 8               | "Clara cuồng ái" "Kurara ni meromero" (「クララにメロメロ」)                                                                                  | 23 tháng 11, 2019  |
| 9               | 9               | "Quyết tâm của Iruma, phấn chấn nỗ lực" "Iruma no ketsui, takanaru doryoku" (「入間の決意、高鳴る努力」)                                      | 30 tháng 11, 2019  |
| 10              | 10              | "Quyết đấu, Đại pháo hành quyền" "Gekitō, shokeigyokuhō!!" (「激闘、処刑玉砲！！」)                                                           | 7 tháng 12, 2019   |
| 11              | 11              | "Cùng ở bên Sử ma" "Tsukaima to Issho!" (「使い魔といっしょ！」) "Thử thách của Sư đoàn" "Batora no chōse" (「師団の挑戦」)                   | 14 tháng 12, 2019  |
| 12              | 12              | "Rookie Hunter (Cuộc chiến tranh giành học sinh năm nhất)" "Rūkī hanto!!" (「 1年生争奪戦！！)」)                                             | 21 tháng 12, 2019  |
| 13              | 13              | "Sứ đoàn nghiên cứu ma cụ" "Magu kenkyū batora" (「▽魔具研究師団」) "Thirteen Dinner – Hội nghị thập tam quan" "Sātīn・dinā" (「13冠の集い」) | 28 tháng 12, 2019  |
| 14              | 14              | "Sư đoàn trình diễn" "Batora no Ohirome" (「師団バトラのお披露目」)                                                                           | 4 tháng 1, 2020    |
| 15              | 15              | "Mật thất của Kiwiro" "Kiriwo no kakushi beya" (「キリヲの隠し部屋」)                                                                         | 11 tháng 1, 2020   |
| 16              | 16              | "Đêm trước chính hội" "Zenyasai" (「前夜祭」)                                                                                                 | 18 tháng 1, 2020   |
| 17              | 17              | "Chạy đi Iruma, đến chỗ của Kiwiro!" "Hashire Iruma, kiriwo no moto e!" (「走れ入間、キリヲのもとへ！」)                                      | 25 tháng 1, 2020   |
| 18              | 18              | "Khát vọng từ trái tim" "Kokoro kara nozomu mono" (「心から望むもの」)                                                                        | 1 tháng 2, 2020    |
| 19              | 19              | "Tớ muốn nắm lấy tất cả" "Zenbu hiroitai" (「全部拾いたい」) "Thời gian cho gia đình" "Kazoku to no jikan" (「家族との時間」)                 | 8 tháng 2, 2020    |
| 20              | 20              | "Buổi trao thưởng vinh dự" "Haearu Hyōshō" (「栄えある表彰」) "Cách đối xử với con người" "Ningen no shogū" (「人間の処遇」)                  | 15 tháng 2, 2020   |
| 21              | 21              | "Aku-dol Kuromu-chan" "Akudoru Kuromu-chan" (「アクドルくろむちゃん！」)                                                                      | 22 tháng 2, 2020   |
| 22              | 22              | "Sóng xung kích lấp lánh" "Kirakira no shōgeki"" (「キラキラの衝撃」)                                                                         | 29 tháng 2, 2020   |
| 23              | 23              | "Quen thuộc rồi đấy, Iruma-kun" "Akuma gakkō no Iruma-kun" (「馴染みました！入間くん」)                                                       | 7 tháng 3, 2020    |

##### Mùa 2
| Số tập tổng thể | Số tập theo mùa | Tựa đề | Ngày phát sóng gốc |
| --------------- | --------------- | --- | ------------------ |
| 24              | 1               | "Bí mật của chiếc nhẫn" "Yubiwa no himitsu" (「指輪の秘密」)                                                           | 17 tháng 4, 2021   |
| 25              | 2               | "Quyết tâm của Ameri" "Ameri no ketsudan" (「アメリの決断!」)                                                          | 24 tháng 4, 2021   |
| 26              | 3               | "Ác ma thiếu nữ" "Otome na akuma" (「乙女な悪魔」)                                                                     | 1 tháng 5, 2021    |
| 27              | 4               | "Tầm nhìn của Hội trưởng hội học sinh" "Seito kaichō no nagame" (「生徒会長の眺め」)                                   | 8 tháng 5, 2021    |
| 28              | 5               | "Mời bạn đến chơi nhà" "Otomodachi go shōtai!" (「オトモダチご招待！」)                                                | 15 tháng 5, 2021   |
| 29              | 6               | "Royal One" "Roiyaru wan" (「王の教室」)                                                                               | 22 tháng 5, 2021   |
| 30              | 7               | "Những giáo viên ở Babyls" "Babirusu no kyōshitachi" (「悪魔学校の教師たち」)                                          | 29 tháng 5, 2021   |
| 31              | 8               | "Kì tích của lũ hề" "Dōkeshi no kiseki" (「道化師の奇跡」)                                                             | 5 tháng 6, 2021    |
| 32              | 9               | "Học hành ở Ma giới" "Makai no obenkyō" (「魔界のお勉強」)                                                             | 12 tháng 6, 2021   |
| 33              | 10              | "Lớp của Balam" "Baramu no jugyō" (「バラムの授業」)                                                                   | 19 tháng 6, 2021   |
| 34              | 11              | "Kì thi tận cùng" "Shūmatsu tesuto" (「終末テスト」) "Cuộc trò chuyện của phái nữ" "Gāruzu tōku" (「ガールズトーク 」) | 26 tháng 6, 2021   |
| 35              | 12              | "Kalego Sensei đến thăm nhà" "Karuego Sensei no Katei Hōmon" (「カルエゴ先生の家庭訪問」)                              | 3 tháng 7, 2021    |
| 36              | 13              | "Walter Park" "Worutā Pāku" (「ウォルターパーク」)                                                                     | 10 tháng 7, 2021   |
| 37              | 14              | "Kẻ cùng chơi với chúng ta" "Minna no asobi aite" (「みんなの遊び相手」)                                               | 17 tháng 7, 2021   |
| 38              | 15              | "Ma thú tấn công" "Majū shūgeki" (「魔獣襲撃」)                                                                        | 24 tháng 7, 2021   |
| 39              | 16              | "Tên gọi của cảm xúc này" "Kono kanjō no namae wa" (「この感情の名前は」)                                              | 31 tháng 7, 2021   |
| 40              | 17              | "Cây thương mạnh nhất" "Saikyō no hoko" (「最強の矛」)                                                                 | 7 tháng 8, 2021    |
| 41              | 18              | "Dục vọng của mình" "Boku no yoku" (「僕の欲」)                                                                        | 14 tháng 8, 2021   |
| 42              | 19              | "Nhà của Clara" "Kurara no Ouchi" (「クララのお家」)                                                                   | 21 tháng 8, 2021   |
| 43              | 20              | "Cuộc hẹn hò trong mơ" "Yumemiru dēto" (「夢見るデート」)                                                              | 4 tháng 9, 2021    |
| 44              | 21              | "Những kẻ thống trị Ma giới" "Makai o suberu mono" (「魔界を統べる者」)                                                | 11 tháng 9, 2021   |

##### Mùa 3
| Số tập tổng thể | Số tập theo mùa | Tựa đề                                                                                             | Ngày phát sóng gốc |
| --------------- | --------------- | -------------------------------------------------------------------------------------------------- | ------------------ |
| 45              | 1               | "Abunōmaru kurasu no shin gakki" (「問題児クラスの新学期」)                                        | 8 tháng 10, 2022   |
| 46              | 2               | "Shishō Bachiko" (「師匠バチコ」)                                                                  | 15 tháng 10, 2022  |
| 47              | 3               | "Iruma no honne" (「入間の本音」)                                                                  | 22 tháng 10, 2022  |
| 48              | 4               | "Shūkaku-sai no noroshi" (「収穫祭の狼煙」)                                                        | 29 tháng 10, 2022  |
| 49              | 5               | "Kōkatsu na akuma" (「狡猾な悪魔」)                                                                | 5 tháng 11, 2022   |
| 50              | 6               | "Mashō no pyua" (「魔性のピュア」)                                                                 | 12 tháng 11, 2022  |
| 51              | 7               | "Kurara no Omochahako Sakebigoe no Hibiku Yoru" (「クララのおもちゃ箱」 「叫び声の響く夜」)        | 19 tháng 11, 2022  |
| 52              | 8               | "O Nakama 100-ri Dekiru ka na Jiman no Deshi-tachi" (「お仲間100人できるかな」 「自慢の弟子たち」) | 26 tháng 11, 2022  |
| 53              | 9               | "Dorodoro Kyōdai no Chōhatsu" (「ドロドロ兄弟の挑発」)                                             | 3 tháng 12, 2022   |
| 54              | 10              | "Watashi no Shiru Iruma wa" (「私の知るイルマは」)                                                 | 10 tháng 12, 2022  |
| 55              | 11              | "Majin Tōtō" (「魔神トートー」)                                                                    | 17 tháng 12, 2022  |
| 56              | 12              | "Negai o Yumi ni" (「願いを弓に」)                                                                 | 24 tháng 12, 2022  |
| 57              | 13              | "Boku Dake no Majutsu" (「僕だけの魔術」)                                                          | 7 tháng 1, 2023    |
| 58              | 14              | "Rīdo no Kunō" (「リードの苦悩」)                                                                  | 14 tháng 1, 2023   |
| 59              | 15              | "Yumidzukai no Shinka" (「弓使いの真価」)                                                          | 21 tháng 1, 2023   |
| 60              | 16              | "Shūkaku-sai no Owari" (「収穫祭の終わり」)                                                        | 28 tháng 1, 2023   |
| 61              | 17              | "Rejendo Rīfu" (「伝説のリーフ」)                                                                  | 4 tháng 2, 2023    |
| 62              | 18              | "Yakyū Shiai" (「野球試合」)                                                                       | 11 tháng 2, 2023   |
| 63              | 19              | "Kyōshi-jin no Utage" (「教師陣の宴」)                                                             | 18 tháng 2, 2023   |
| 64              | 20              | "Akuyū Magokoro Kukkingu Kyōshitsu" (「悪友」 「真心クッキング教室」)                              | 25 tháng 2, 2023   |
| 65              | 21              | "Tomodachi e no Kotoba" (「トモダチへの言葉」)                                                     | 4 tháng 3, 2023    |

## Đón nhận
Tính đến tháng 1 năm 2020, mười lăm tập đầu tiên của loạt manga đã có hơn 2,5 triệu bản được phát hành. Vào tháng 12 năm 2020, loạt manga đã xuất bản hơn 5 triệu tập.

## Spinoff
Một spinoff chính thức có tựa đề Makai no Shuyaku wa Wareware da! đã được đăng dài kỳ trên tạp chí shōnen manga Weekly Shōnen Champion của Akita Shoten kể từ tháng 1 năm 2020. Tính đến tháng 9 năm 2020, bộ truyện đã được xuất bản thành hai tập tankōbon.